# St. Laurentius (Leipzig-Reudnitz)

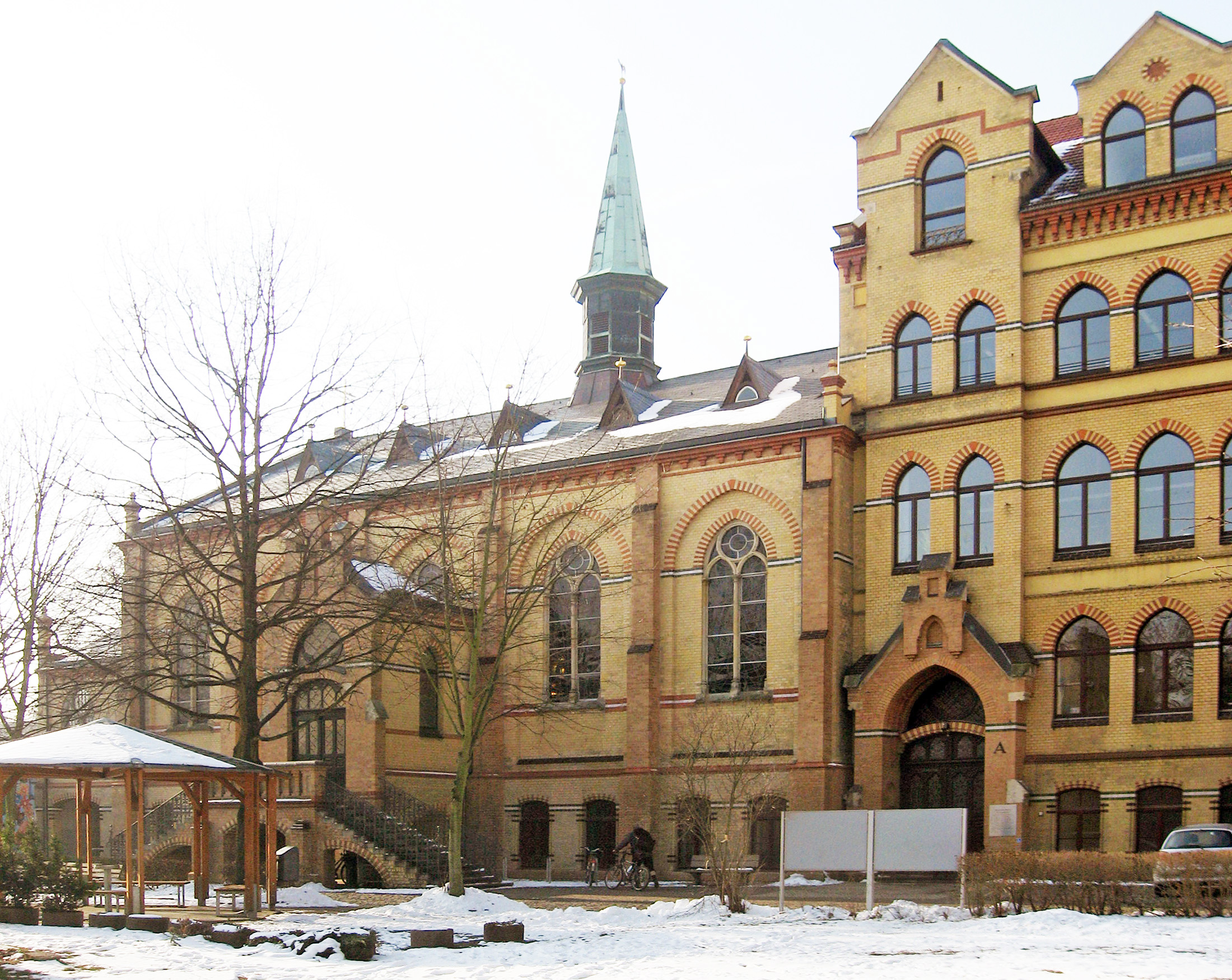
St. Laurentius Leipzig-Reudnitz (2010)

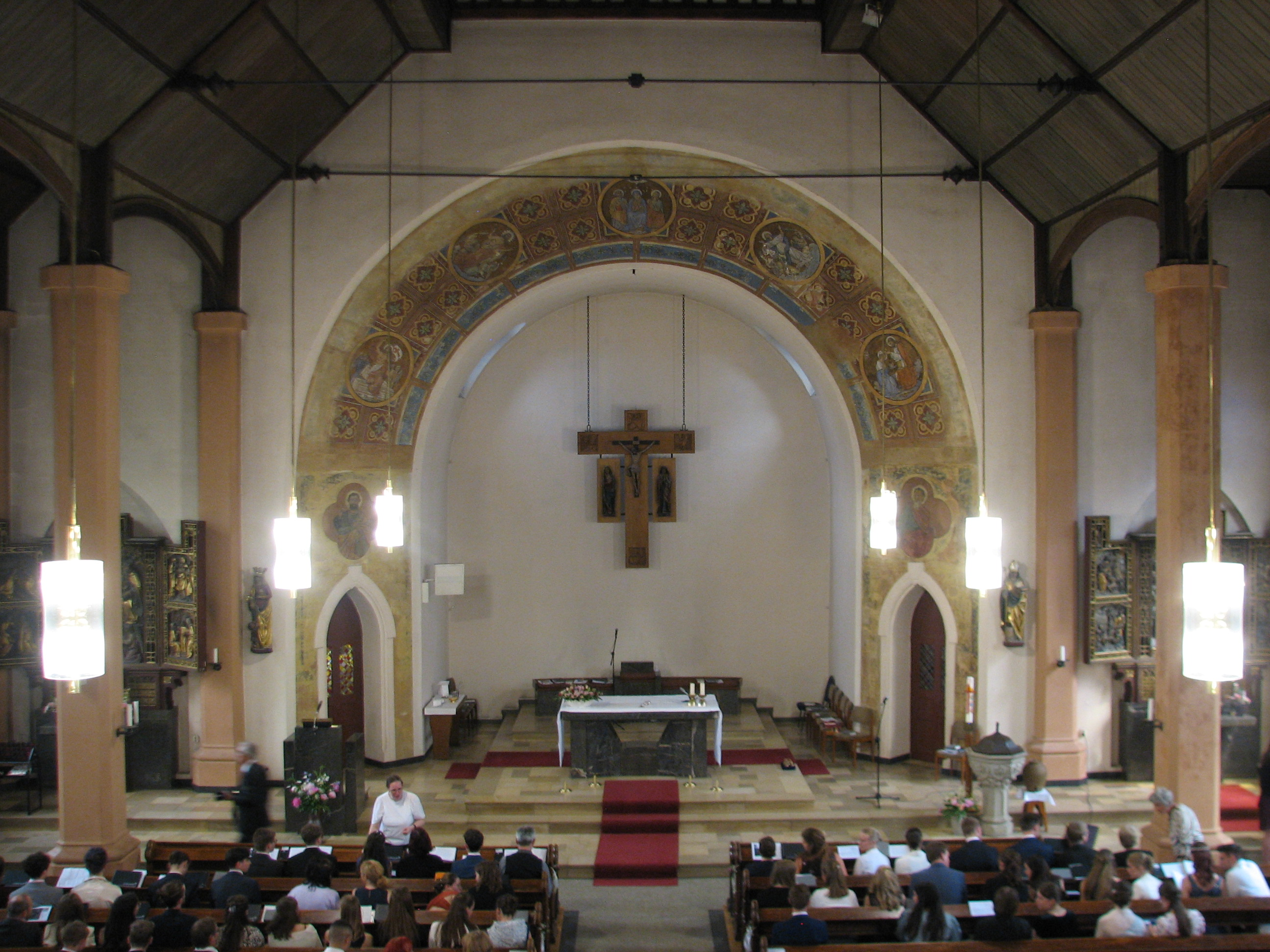
Blick zum Altar

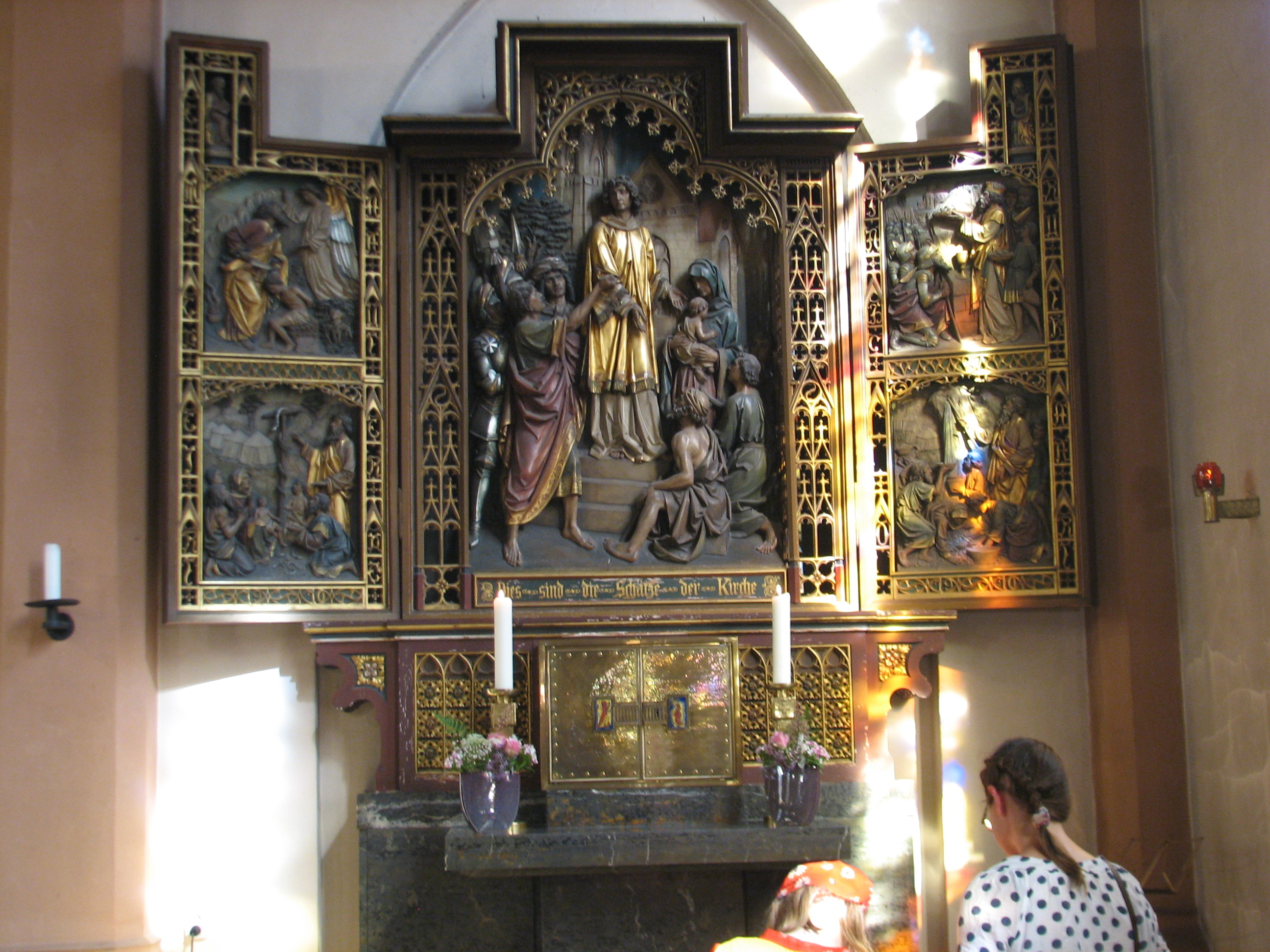
Rechter Seitenaltar

St. Laurentius ist die römisch-katholische Kirche in Leipzigs Stadtteil Reudnitz. Sie steht in der Stötteritzer Straße 47 und ist die Pfarrkirche der Katholischen Pfarrei Heilige Maria Magdalena Leipzig-Ost im Dekanat Leipzig.
Mit dem Abriss der Trinitatiskirche von 1847 im Jahr 1954 ist es das älteste bestehende katholische Kirchenbauwerk in Leipzig seit der Reformation und steht unter Denkmalschutz.

## Geschichte, Gestalt, Ausstattung
1893 wurde die Pfarrkirche erbaut, weil in der damals stark wachsenden Stadt kurz vor der Jahrhundertwende die Propsteikirche für die zahlreichen Gottesdienstbesucher zu klein geworden war. Ihre Baumeister waren Hubert Kratz, Josef Meurer und Albin Hentschel.
Das Gebäude des Vincentiusstifts für arme, verwaiste, erziehungsbedürftige Kinder wurde zusammen mit einer Notkirche erbaut. 1904 wurden ein neugotischer Hochaltar und 1919 der Laurentiusaltar aufgestellt.
Während des Ersten Weltkriegs mussten die zinnernen Orgelpfeifen und die Kirchenglocke im Juni bzw. Juli 1917 für Kriegszwecke abgegeben werden.
1938 erfolgte unter Leitung von Willi Schönfeld die umfassende Innenerneuerung „in schlichter Weise“. 1965 erfolgte der Umbau der Kirche für die neue nachkonziliare Gottesdienstgestaltung; der Hochaltar wurde abgebaut. 
Zwischen 1973 und 1981 entstanden nach Entwürfen des Künstlers Gottfried Zawadzki aus Kamenz Buntglasfenster. 
Die Kirche hat einen Dachreiter.
Das Ziegelbauwerk hat ein hohes, gewölbtes Untergeschoss und einen Dachreiter, im Innenraum sind der Marienaltar und die Sandsteintaufe bemerkenswert.
Das schlichte Äußere der Kirche entsprach der Diaspora-Situation der Gemeinde. Zu ihr gehörten ursprünglich ein Waisenasyl und eine Suppenküche, in der sich einst auch Sachsens Königin engagiert haben soll. Diese Einrichtungen beruhten auf dem caritativen Engagement der jungen katholischen Gemeinden zur Zeit der Industriellen Revolution. 
Der Kirchenraum ist eine dreischiffige Staffelhalle. Im Unterschied zu den Fenszern und Portalen der Kirche, einer Blendarkade über der orgel und die Pfeilern ist die Deckenkonstruktion nicht (mehr) historistisch.
Neugotische Tafelaltäre und farbenreiche Fenster geben der Kirche ihre besondere Atmosphäre.
2003 gab es eine umfassende Sanierung, dabei wurde die Ursprungsbemalung am Triumphbogen zum Altarraum teilrekonstruiert.

## Orgel

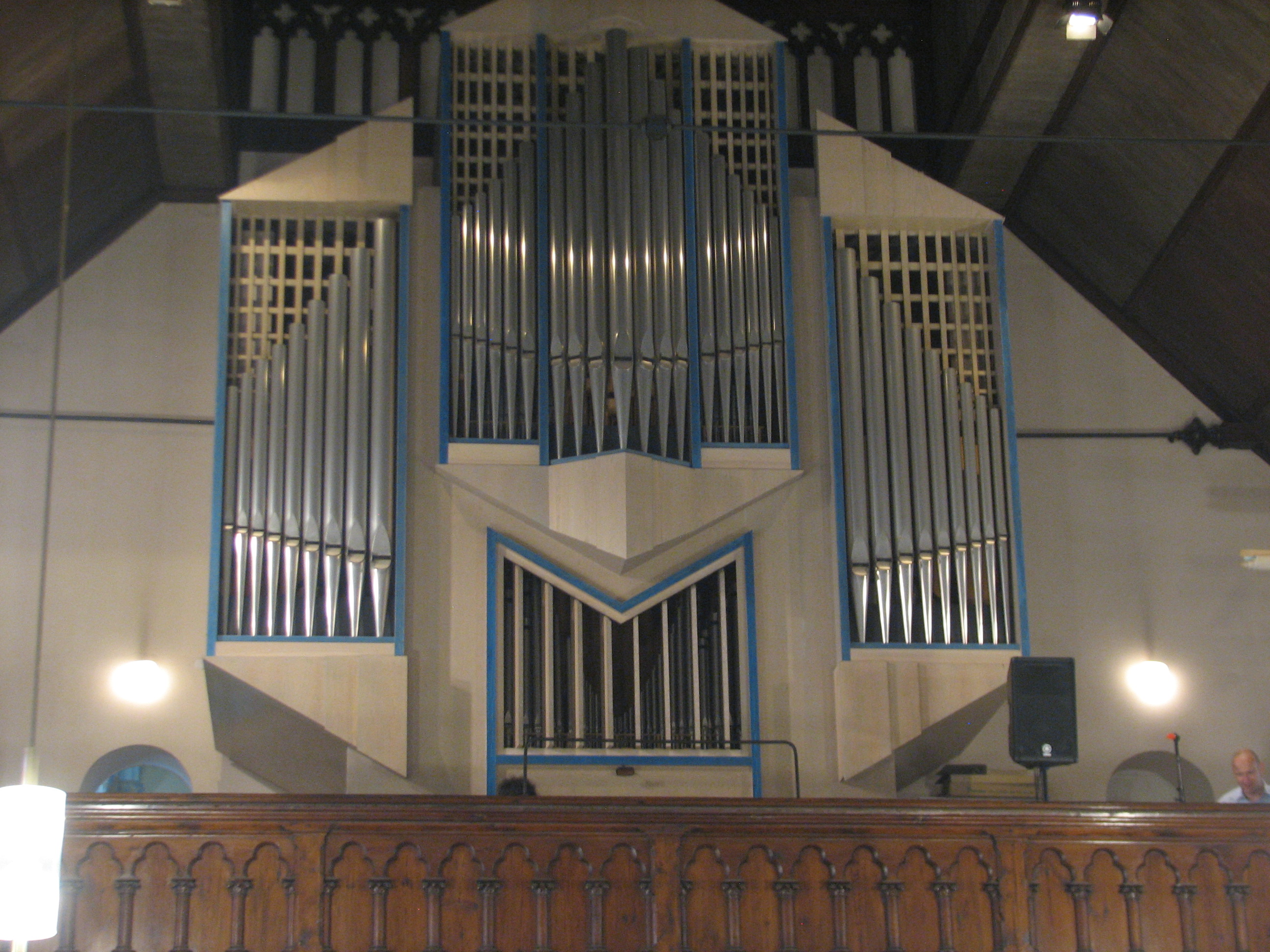
Jehmlich-Orgel

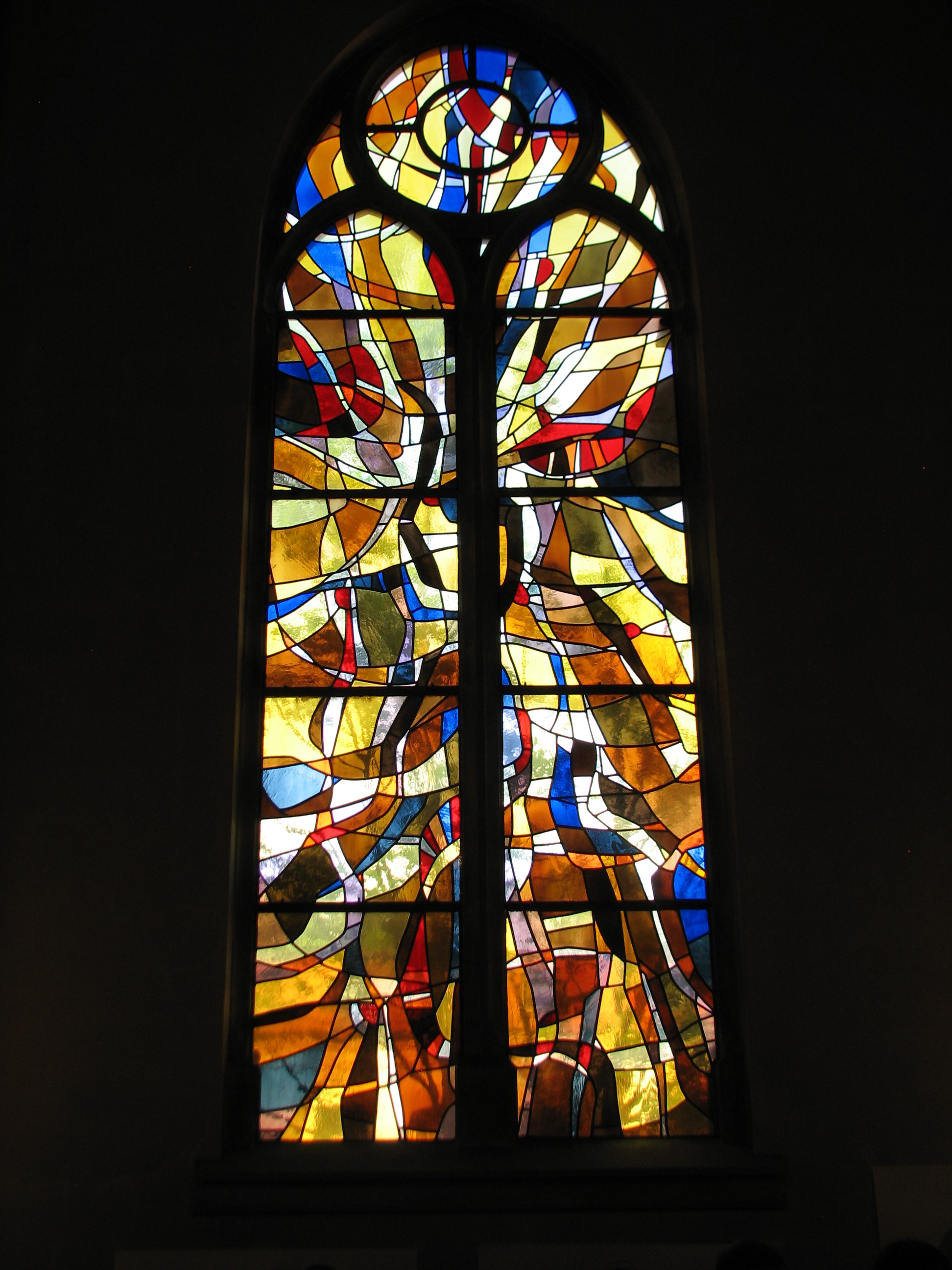
Mosaik-Glasfenster

Die erste Orgel schufen 1895 Schlag & Söhne aus Schweidnitz, sie hatte 17 Register auf zwei Manuale und Pedal. 1938 gestaltete Hermann Eule aus Bautzen das Instrument um.
Seit 1994 erklingt eine Orgel von Orgelbau Jehmlich (II/P) mit 27 Registern zu Gottesdiensten und Orgelvespern.
Die Disposition lautet wie folgt:
| I. Manual C– |                  |        |
| 1.           | Gedackt pommer   | 16′    |
| 2.           | Prinzipal        | 08′    |
| 3.           | Gedackt          | 08′    |
| 4.           | Oktave           | 04′    |
| 5.           | Blockflöte       | 04′    |
| 6.           | Quinte           | 02 ⁄3′ |
| 7.           | Oktave           | 02′    |
| 8.           | Cornett (3-fach) | 0      |
| 9.           | Mixtur V         | 01 ⁄3′ |
| 10.          | Trompete         | 08′    |
|              | Tremulant        |        |

| II. Manual C– |             |        |
| 11.           | Koppelflöte | 8′     |
| 12.           | Salizional  | 8′     |
| 13.           | Prinzipal   | 4′     |
| 14.           | Rohrflöte   | 4′     |
| 15.           | Nasat       | 2 ⁄3′  |
| 16.           | Schwiegel   | 2′     |
| 17.           | Terz        | 1 3⁄5′ |
| 18.           | Sifflöte    | 1′     |
| 19.           | Scharff IV  | 1′     |
| 20.           | Oboe        | 8′     |
|               | Tremulant   |        |

| Pedal C– |               |        |
| 21.      | Subbaß        | 16′    |
| 22.      | Prinzipal     | 08′    |
| 23.      | Gedacktbaß    | 08′    |
| 24.      | Choralbaß     | 04′    |
| 25.      | Hintersatz IV | 02 ⁄3′ |
| 26.      | Posaune       | 16′    |
| 27.      | Schalmei      | 04′    |

- Koppeln: II/I, I/P, II/P

## Geläut

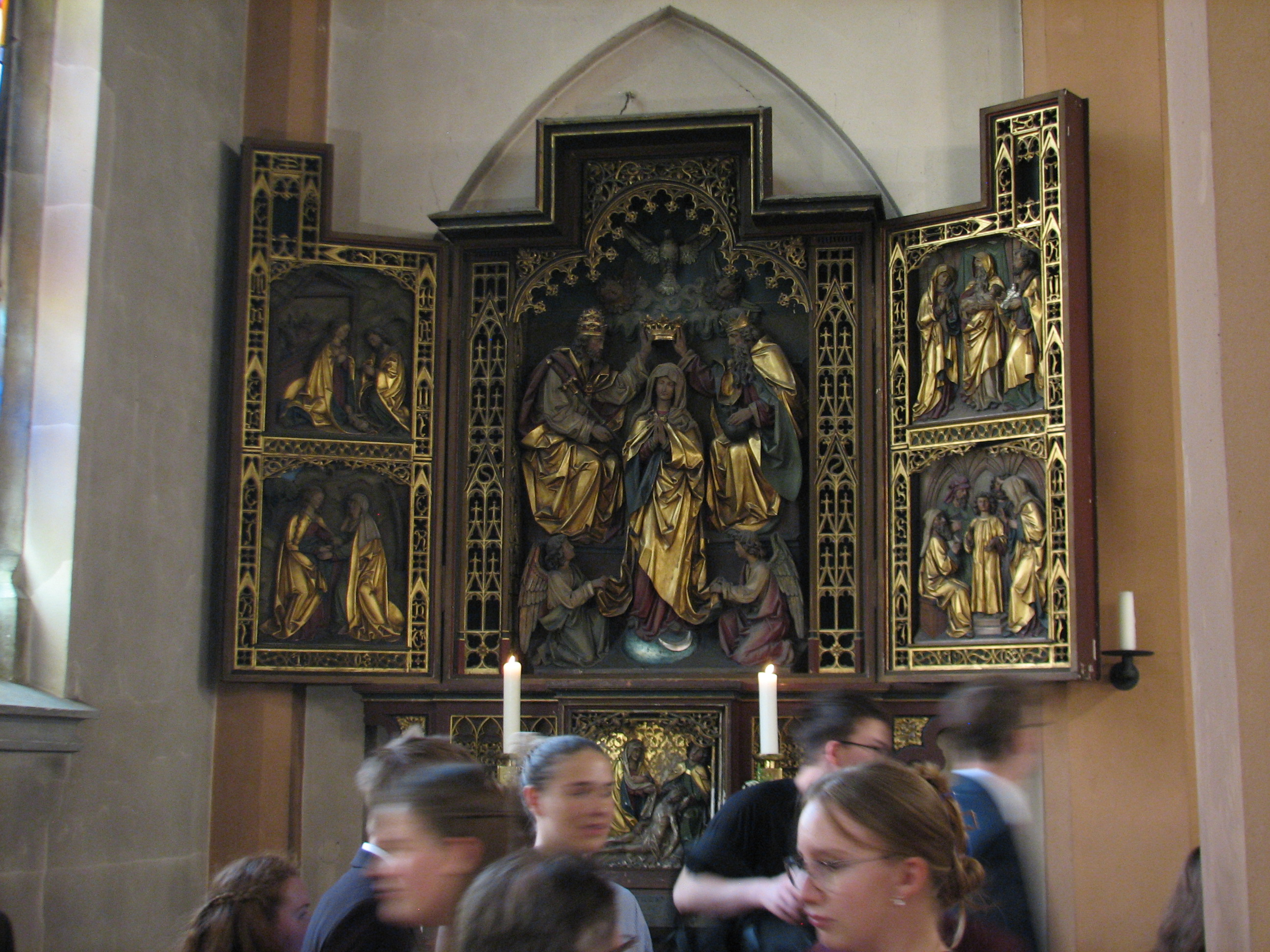
Linker Seitenaltar

Im Dachreiter ist das Glockengeläut zuhause. Es besteht aus drei Bronze-Kirchenglocken mit den Tönen h, cis und dis – gegossen 1964 von der traditionsreichen Glockengießer-Familie Schilling in Apolda.

## Pfarrei
Seit dem 8. Dezember 2019 ist das Gotteshaus die Pfarrkirche der neu gegründeten Katholischen Pfarrei Heilige Maria Magdalena Leipzig-Ost. Außer ihr gehören zur Pfarrei die Ortskirchen Kirche der Heiligen Familie, St. Gertrud, St. Anna und weitere Gottesdienstorte. In der Nähe liegen der Caritas-Kindergarten Don Bosco und der Blueskeller.

## Campus Lorenzo

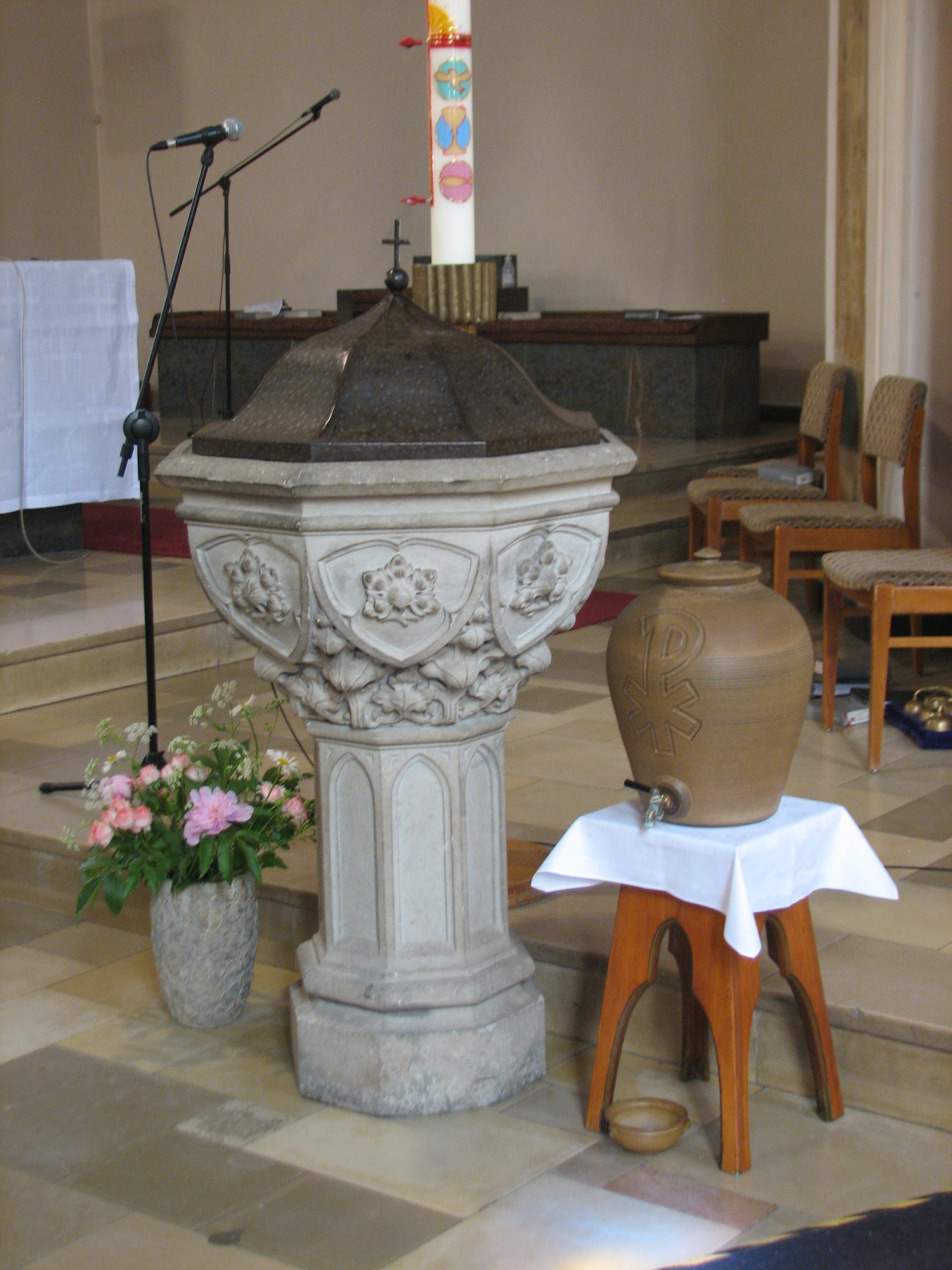
Taufbecken

Auf dem Gelände um die Kirche wird aktuell (Stand: Mai 2022) der „Campus Lorenzo“ errichtet. Das Konzept umfasst Wohnungen für Mieter mit sicherem Einkommen als auch Sozialwohnungen, betreutes Wohnen, verschiedene soziale Einrichtungen – wie die Caritas-Kindertagesstätte Don Bosco – und Begegnungsstätten sowie ein berufsbildendes Zentrum. Beteiligt sind der Bauträger basis│d, der Caritasverband Leipzig e.V., die Johanniter-Unfall-Hilfe e.V. und die katholische Pfarrgemeinde St. Laurentius Leipzig-Reudnitz.